# Балка Хорина
Балка Хорина (інші назви — Харьок, Харина, Хорьок) — маловодна балка у Сватівському районі Луганської області. Права притока річки Хорина (басейн Азовського моря). Назва походить від річки Хорина, в яку впадає балка. Довжина становить 6,1 км. Витік балки знаходиться приблизно в 5 км на схід від міста Сватове, на висоті близько 107 м над рівнем моря. Загальний напрямок балки — північний захід. Через балку проходить об'їзна дорога міста Сватового і автошлях Т 1307.